# Jerzy Koralewski
Jerzy Jan Koralewski (ur. 16 grudnia 1939 w Ostrowie Wielkopolskim, zm. 8 grudnia 2014 tamże) – polski polityk, inżynier, poseł na Sejm X, II i III kadencji.

## Życiorys
Syn Józefa i Władysławy. W 1966 ukończył studia na Wydziale Elektrycznym Politechniki Poznańskiej. Od lat 60. do 2001 pracował w Telewizyjnym Ośrodku Nadawczym w Poznaniu, Zakładach Prefabet i Zakładach Automatyki Przemysłowej w Ostrowie Wielkopolskim. Był również nauczycielem w Zespole Szkół Technicznych przy Mera-ZAP. W 1964 wstąpił do Stowarzyszenia Elektryków Polskich. W latach 1966–1981 był członkiem Polskiej Zjednoczonej Partii Robotniczej. W październiku 1980 wstąpił do „Solidarności”, należał do założycieli jej struktur w województwie kaliskim. Był delegatem na I Krajowy Zjazd Delegatów NSZZ „Solidarność” w Gdańsku w 1981. Represjonowany w okresie stanu wojennego.
Był posłem na Sejm kontraktowy z ramienia Komitetu Obywatelskiego (1989–1991); w 1991 nie uzyskał reelekcji. Zasiadał następnie także w Sejmie II i III kadencji. Pełnił funkcje wiceprzewodniczącego Komisji Przekształceń Własnościowych oraz Komisji Ochrony Konkurencji i Konsumentów. W 2001 bez powodzenia ubiegał się o reelekcję, a w 2004 o mandat posła do Parlamentu Europejskiego.
Był członkiem władz Unii Demokratycznej, następnie Unii Wolności. Od 2005 należał do Partii Demokratycznej – demokraci.pl. Zasiadał w zarządzie Towarzystwa im. Fryderyka Chopina i był przewodniczącym Koła Chopinowskiego w Ostrowie Wielkopolskim.

## Odznaczenia
W 2013 otrzymał Złoty Krzyż Zasługi. Pośmiertnie odznaczony Krzyżem Kawalerskim Orderu Odrodzenia Polski.